# Miss Mundo Brasil 2006
Miss Mundo Brasil 2006 foi a 1ª edição de um concurso de beleza feminino sob a gestão da MMB Produções & Eventos (representada pelo empresário Henrique Fontes), a 17ª edição de realização de uma disputa específica para a eleição da brasileira para o concurso de Miss Mundo e o 47º ano de participação do Brasil na disputa internacional. Esta edição ocorreu pela primeira vez na região sul do Brasil, tendo sua final realizada no Auditório do "Canal da Música", em Curitiba, no Paraná com transmissão nacional pela CNT. Disputaram o título cerca de quarenta e uma (41) candidatas que representaram cidades ao invés de Estados, como é de prache em concursos de beleza.
Na ocasião, sagrou-se vencedora a goiana Jane Borges, enfaixada pela Miss Mundo 2005, a islandesa Unnur Birna. Vale salientar que o público pôde contribuir para a causa oficial do concurso, a conscientização sobre o câncer uterino. Cada comprador de uma camisa, concorria a uma viagem de final de semana para Curitiba, para assistir ao concurso e também para participar de um jantar com a Miss Mundo 2005.

## Resultados

### Colocações
| Colocação                                               | Representação & Candidata |
| ------------------------------------------------------- | --- |
| Vencedora                                               | - Goiânia - Jane Borges |
| 2º. Lugar                                               | - Cuiabá - Vanessa de Jesus |
| 3º. Lugar                                               | - Ouro Preto - Tamara Almeida |
| 4º. Lugar                                               | - Guarapari - Mariana Bridi |
| 5º. Lugar                                               | - Pinhais - Clarissa Caetano |
| Top 10 Semifinalistas (Em ordem final de classificação) | - Balneário Camboriú - Daniela Martins - Astorga - Ana Paula Apolônio - Joinville - Larissa Reinert Minatto - Maringá - Anelize Garcia - Umuarama - Vivian Noronha Cia |
| Top 24 Classificadas (Em ordem final de classificação)  | - Niterói - Alessandra Paulino - Curitiba - Priscila Ghedin - Toledo - Thays Rosa - Florianópolis - Michele Koerich - Três Lagoas - Caroline Alcamin - Jaboatão - Leila Roots - Brasília - Patrícia Lírio - Vitória - Aline Avancini - Belo Horizonte - Carla Lara - Foz do Iguaçu - Janaína Macêdo - Jandaia do Sul - Amanda Bocchi - Palotina - Paola Lettrari - Porto Alegre - Catiane Menezes - Venâncio Aires - Daniela Silva |

### Premiações Especiais
O concurso distribuiu os seguintes prêmios este ano:
| Prêmio             | Representação & Candidata               |
| ------------------ | --------------------------------------- |
| Miss Amizade       | - Joaquim Nabuco - Tássia Oliveira      |
| Miss Elegância     | - Ouro Preto - Tamara Almeida           |
| Miss Fotogenia     | - Taboão da Serra - Margrid Holschuh    |
| Miss Cordialidade  | - Três Lagoas - Caroline Martins        |
| Miss Personalidade | - Venâncio Aires - Daniela Azeredo      |
| O Mais Belo Rosto  | - Maringá - Anelize Garcia              |
| O Mais Belo Corpo  | - Jaboatão dos Guararapes - Leila Roots |

## Competições Classificatórias
As vencedoras tem o direito de estar entre as semifinalistas do concurso:

### Miss Talento
| Prêmio     | Representação & Candidata                                     |
| ---------- | ------------------------------------------------------------- |
| 1          | - Três Lagoas - Caroline Martins                              |
| 2          | - Manaus - Natascha Barbosa                                   |
| 3          | - Brasília - Patrícia Lírio                                   |
| Finalistas | - Curitiba - Priscila Ghedin - Jandaia do Sul - Amanda Bocchi |

### Beleza com Propósito
| Prêmio     | Representação & Candidata                                                                      |
| ---------- | ---------------------------------------------------------------------------------------------- |
| 1          | - Astorga - Ana Paola Apolônio                                                                 |
| Finalistas | - João Monlevade - Tamara Lacerda - Manaus - Natascha Barbosa - Três Lagoas - Caroline Alcamin |

## Candidatas
Abaixo encontra-se a lista completa de candidatas deste ano: 
| - Astorga - Ana Paula Apolônio - Cascavel - Eliane Dias - Curitiba - Priscila Ghedin - Foz do Iguaçu - Janaína Macedo - Jandaia do Sul - Amanda Bocchi Silveira - Maringá - Anelize Garcia - Palotina - Paola Lettrari Piovesan - Pato Branco - Ana Luiza Horn - Pinhais - Clarissa Majoriê Caetano - Piraquara - Nilza Karla Beetz de Faria - Toledo - Thays Rosa - Umuarama - Vivian Noronha Cia - Balneário Camboriú - Daniela Martins - Florianópolis - Michele Koerich - Itapoá - Pâmela Cristina Neves - Joinville - Larissa Reinert Minatto - Tangará - Patrícia Borges Camargo - Jaboatão dos Guararapes - Leila Lucemira da Silva - Joaquim Nabuco - Tássia Caroline Oliveira Pinheiro - Recife - Eveline Aragão de Albuquerque - Canela - Anny Foerster | - Canoas - Bruna Soares Sawatori - Porto Alegre - Catiane Menezes - Venâncio Aires - Daniela Silva de Azeredo - Belo Horizonte - Carla Seixas Lara - João Monlevade - Kênia Tamara Lacerda - Ouro Preto - Tamara Almeida Silva - Guarapari - Mariana Bridi - Marechal Floriano - Jakeline Lemke - Vitória - Aline Avancini - Campo Grande - Nádia Bronze - Três Lagoas - Caroline Martins Alcamim - Niterói - Alessandra Paulino Lopes da Silva - Rio de Janeiro - Danielle Brito - Brasília - Patrícia Lírio Costa - Cuiabá - Vanessa Regina de Jesus - Fortaleza - Juliana de Sousa Meireles - Goiânia - Jane de Sousa Borges - Manaus - Natasha da Rocha Barbosa - Salvador - Loraine Navarro Gimenez - Taboão da Serra - Margrid Holschuh |

## Designações
Candidatas designadas para representar o Brasil em concursos internacionais à convite da organização:
Legenda
      A representante do Brasil venceu a disputa.
       A representante do Brasil parou na 2ª colocação.
       A representante do Brasil parou na 3ª colocação.
| Candidata & Posição no concurso | Concurso                                                          | Posição                           |
| ------------------------------- | ----------------------------------------------------------------- | --------------------------------- |
| Jane Borges (1ª colocada)       | Miss World 2006 (Final: Varsóvia, Polônia)                        | Top 06 · Rainha das Américas      |
| Tamara Almeida (3ª colocada)    | Miss Maja Mundial 2006 (Final: Barranquilla, Colômbia)            | 2ª Colocada                       |
| Mariana Bridi (4ª colocada)     | Exquisite Face of the Universe 2006 (Final: Acra, Gana)           | 4ª Colocada · Melhor Traje Típico |
| Caroline Alcamim (15ª colocada) | Miss Global Beauty Queen 2006 (Final: Xiangshan, China)           | Top 08 · Melhor Traje Típico      |
| Aline Avancini (18ª colocada)   | Miss Bikini International 2006 (Final: Dongguan, China)           | Top 15                            |
| Francine Eickemberg (Convidada) | Reina Sudamericana 2006 (Final: Santa Cruz de la Sierra, Bolívia) | Vencedora                         |
| Lívia Barraque (Convidada)      | Miss Tourism Queen International 2006 (Final: Hangzhou, China)    | 5ª Colocada · Rainha das Américas |